# Oxyanthus okuensis
Oxyanthus okuensis är en måreväxtart som beskrevs av Martin Roy Cheek och Bonaventure Sonké. Oxyanthus okuensis ingår i släktet Oxyanthus och familjen måreväxter. IUCN kategoriserar arten globalt som akut hotad.
Artens utbredningsområde är Kamerun. Inga underarter finns listade i Catalogue of Life.